# Ходдон
Ходдон (устар. Ход-Дон; осет. Ходы дон) — река в России, протекает в Алагирском районе Северной Осетии. Длина реки составляет 5,4 км, площадь водосборного бассейна 13,1 км².
Начинается на склоне Скалистого хребта чуть ниже перевала Ходокий к западу от горы Ходвцек. Течёт в южном направлении мимо горы Аллардыраг. Устье реки находится в 2,6 км по левому берегу реки Садон на территории посёлка Садон.

## Данные водного реестра
По данным государственного водного реестра России относится к Западно-Каспийскому бассейновому округу, водохозяйственный участок реки — Ардон. Речной бассейн реки — реки бассейна Каспийского моря междуречья Терека и Волги.
Код объекта в государственном водном реестре — 07020000112108200003221.